# Euphaedra versicolora
Euphaedra versicolora är en fjärilsart som beskrevs av Schultze 1920. Euphaedra versicolora ingår i släktet Euphaedra och familjen praktfjärilar. Inga underarter finns listade i Catalogue of Life.